# Chesterfield
Chesterfield es un pueblo y un distrito no metropolitano con el estatus de municipio, ubicado en el condado de Derbyshire (Inglaterra). Tiene una superficie de 66.03 km².

## Sofá chesterfield
En él se originó por Felipe Stanhope de Chesterfield el sofá chesterfield,  también conocido como chéster.